# Łęgorze
Łęgorze (dawn. Łęgorz) – część wsi Jareniówka w Polsce położona w województwie podkarpackim, w powiecie jasielskim, w gminie Jasło
Dawniej samodzielna miejscowość i gmina jednostkowa.
W latach 1975–1998 miejscowość administracyjnie należała do województwa krośnieńskiego.